# Lady Helen's Escapade
Lady Helen's Escapade er en amerikansk stumfilm fra 1909 af D. W. Griffith.

## Medvirkende
- Florence Lawrence som Helen
- David Miles
- Anita Henrie
- Owen Moore
- Dorothy West